# Michał Franciszek Sapieha
Michał Franciszek Sapieha herbu Lis (ur. 1670, zm. 19 listopada 1700 zamordowany po bitwie pod Olkienikami) – koniuszy wielki litewski, generał armii cesarskiej od 1698.

## Życiorys
Był synem Kazimierza Jana, bratem Jerzego Stanisława i Aleksandra Pawła.
W roku 1680 uczył się w kolegium jezuitów w Warszawie, następnie w Brunsberdzie (Braniewie). Na początku 1689 został polecony przez ojca ks. Karolowi Lotaryńskiemu, co było dowodem sojuszu Sapiehów z dworem cesarskim w Wiedniu.
Uczestniczył w kampanii cesarskiej na Turcję roku 1690, a następnie po powrocie do kraju w wyprawie mołdawskiej Jana III Sobieskiego w roku 1691. W roku 1690 został mianowany koniuszym litewskim. Wiosną 1692 otrzymawszy szarżę generała-majora wrócił do służby austriackiej. W latach 1693–1694 był szefem 47. stryjskiego pułku piechoty. Brał udział w oblężeniu Belgradu w 1693. W listopadzie 1694 nagrodzony przed cesarza Leopolda I prestiżowym dowództwem regimentu kirasjerów.
Po powrocie do kraju w 1695 brał udział w walkach ze stronnictwem kanclerza wielkiego litewskiego Karola Stanisława Radziwiłła, którego pokonał, odzyskując dla Sapiehów dobra Iwan i Romanów na Litwie. Wbrew ojcu popierającemu Franciszka ks. Contiego popiera kandydaturę Augusta II na tron polski. 
W latach 1696–1700 brał udział w walkach z antysapieżyńskimi konfederatami Grzegorza Antoniego Ogińskiego. Wobec ogromnej przewagi konfederatów w bitwie pod Olkienikami 18 listopada 1700 z pola walki zbiegła jego rodzina wraz z większością stronnictwa sapieżyńskiego. Michał Franciszek próbował paktować, ostatecznie godząc się na kapitulację. W nocy został rozsiekany przez pijaną szlachtę podburzoną przez kanonika wileńskiego Krzysztofa Białłozora. Rodziny nie założył.